# HSG Wetzlar
HSG Wetzlar; (pełna nazwa: Handballspielgemeinschaft Wetzlar) – niemiecki klub piłki ręcznej mężczyzn z siedzibą w Wetzlar. Został założony w 1992 roku. Klub występuje w rozgrywkach Bundesligi. Klub do Bundesligi awansował w 1998 roku.

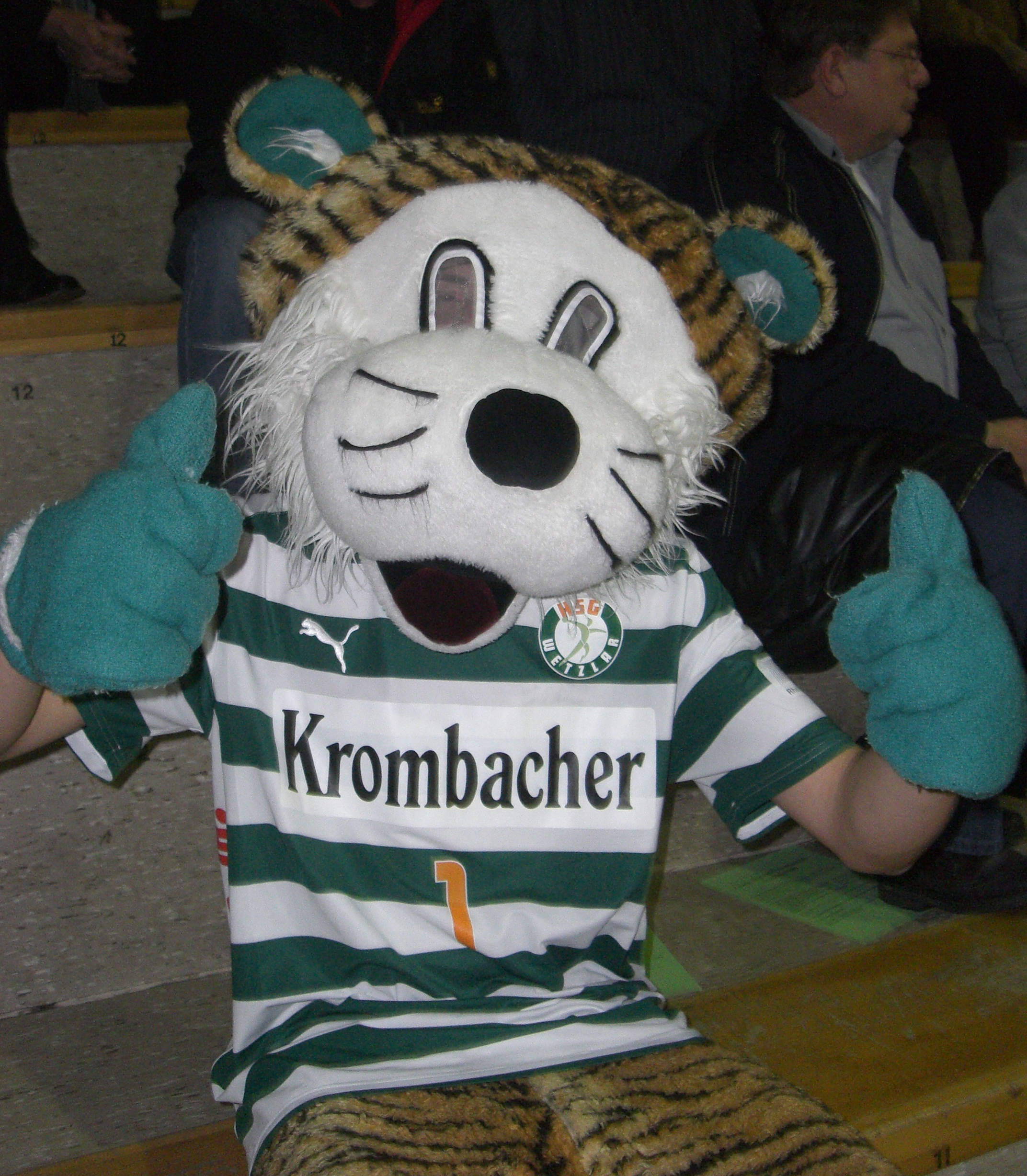
Maskotka klubu: Wetzi

## Osiągnięcia
Puchar EHF
- (1998)

Puchar Niemiec
- (1997, 2001)